# الجاهلي (حجة)
الجاهلي هي إحدى قرى الجمهورية اليمنية. وهي تتبع جغرافيًا لمحافظة حجة. وإداريًا لمديرية افلح الشام. يبلغ تعداد سكانها 3282 نسمة حسب الإحصاء الذي جرى عام 2004.